# Rattus korinchi
Rattus korinchi é uma espécie de roedor da família Muridae.
Apenas pode ser encontrada na Indonésia.